# Obernkirchen

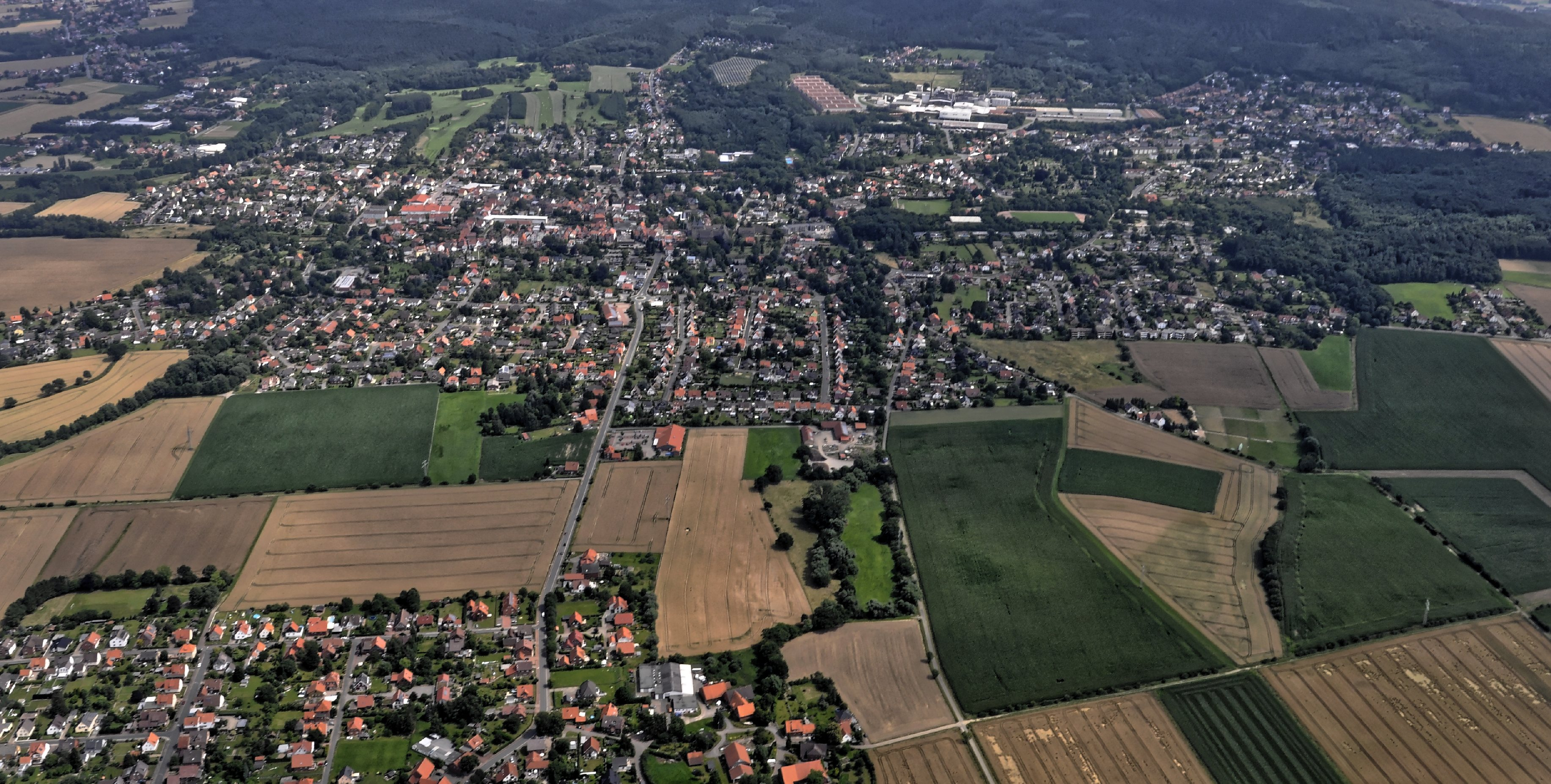
Obernkirchen von oben

Obernkirchen ist eine Bergstadt im Landkreis Schaumburg in Niedersachsen, in deren Nähe die bekannten Obernkirchener Sandsteinbrüche liegen. Obernkirchen ist eine der beiden Bergstädte Niedersachsens außerhalb des Harzes (neben Georgsmarienhütte) sowie die nördlichste Bergstadt Deutschlands. Wichtige Wirtschaftszweige sind: Glasindustrie, Maschinenbauindustrie (Pumpen), Gesundheitswesen und Sandsteinabbau.

## Geografie

### Geografische Lage
Obernkirchen liegt an der Bundesstraße 65 zwischen Bückeburg und Stadthagen.
Der waldreiche Bückeberg (367 m ü. NN) nimmt einen großen Teil der Stadtfläche ein.

### Nachbargemeinden
Im Uhrzeigersinn sind dies die Gemeinde Nienstädt, Stadt Stadthagen, die Gemeinden Auetal, Buchholz, Heeßen, Bad Eilsen und Ahnsen, die Stadt Bückeburg sowie die Gemeinden Seggebruch und Helpsen.

### Stadtgliederung
Zur Stadt Obernkirchen gehören vier weitere Ortschaften:
| Ortschaft  | Einwohner |
| ---------- | --------- |
| Gelldorf   | 0830      |
| Krainhagen | 1200      |
| Röhrkasten | 0290      |
| Vehlen     | 1230      |

## Geschichte
Im Jahr 775 erfolgte eine Erwähnung des Bukki-Gaus beim Rückmarsch des siegreichen Karolingischen Heeres aus Sachsen. Hieraus schloss man auf die Lage einer Burg Castrum Bukkaburg (Alte Bückeburg). Dies ist urkundlich nicht zu belegen, doch lassen Bodenvertiefungen und Wallböschungen auf einem Geländerücken ca. 1 km östlich der Stiftskirche auf ihre frühere Größe von 60 × 80 Metern schließen. Die Burganlage war schon um 1181 verfallen.
Ouerenkerken, „die obere Kirche“, gab der heutigen Stadt Obernkirchen den Namen. Am auslaufenden Hang des Bückebergs mit weitem Blick ins Norddeutsche Tiefland wurde laut einer Mindener Chronik aus dem 14. Jahrhundert von Kaiser Ludwig dem Frommen (814–840) das Kloster Obernkirchen als älteste geistliche Niederlassung zwischen Weser und Leine gegründet. Im Jahre 936 soll die Kirche bei einem Ungarneinfall niedergebrannt sein, was aber urkundlich nicht gesichert ist.
Erst 1167 berichtet eine Urkunde wieder über das Kloster und nennt den Namen Ouerenkerken. Bischof Werner von Minden gründete in Obernkirchen ein Augustinerinnenkloster. Er stammte aus dem Adelsgeschlecht Arnheim, dessen Ursprung die Alte Bückeburg war. Kaiser Barbarossa verlieh am 30. November 1181 zu Erfurt dem Stift Obernkirchen die Marktgerechtigkeit. Das älteste Siegel der Grafen von Poppenburg ist an einer Urkunde des Klosters Obernkirchen aus dem Jahre 1229 erhalten: Es ist das Siegel des Grafen Bernhard, der sich ab 1217 nach seiner neu erbauten Burg von Spiegelberg nannte. Es zeigt im Rundschild auf einem Querband drei fünfblättrige Rosen und lässt auf der Umschrift erkennen: „Bernardu… Poppenhor…“.
Seit 1520 ist bekannt, dass es in Obernkirchen einen Rat und einen Bürgermeister gibt. Erst Ende 1564, mit dem Tod des langjährigen Propstes Johann Kostgen, war im Zuge der Reformation auch im Augustinerinnenkloster – der Urzelle der Stadt – mit der Annahme der lutherischen Lehre ein grundlegender Wandel eingetreten. Die Reformation in der Obernkirchen umgebenden Grafschaft Schaumburg war bereits 1559 eingeführt worden. Die Propsteigüter fielen an den Landesherrn; für den übrigen Besitz des Klosters setzte der Schaumburger Adel die Einrichtung eines adeligen Damenstifts durch. Dieses existiert heute noch in den Gebäuden.
Die Ortschaft Obernkirchen bekam durch Graf Otto IV. von Schaumburg am 10. Februar 1565 ihr Fleckenrecht verliehen. Die Einwohner wurden nunmehr aus der Leibeigenschaft des Stiftes Obernkirchen entlassen. Ebenfalls war es Graf Otto, der am 22. Mai 1571 Bürgermeister und Rat des Fleckens Obernkirchen das Recht gewährte, ein Siegel zu führen, das neben einem weißen Nesselblatt mit drei Nägeln die Kirche zeigte. Die Verleihung des Stadtrechts am 26. Januar 1615 durch den Grafen Ernst von Schaumburg schloss die rechtsgeschichtliche Entwicklung Obernkirchens ab. Im Dreißigjährigen Krieg wurde 1640/1647 die alte Grafschaft Schaumburg geteilt; Obernkirchen gehörte fortan zur Hessen-Kassel, dem hessischen Teil der Grafschaft.
In Obernkirchen wurden 1659 zur Zeit von Philipp zur Lippe Hexenverfolgungen durchgeführt: Zwanzig Personen wurden hingerichtet.
Im Laufe der Zeit gab es immer wieder Streitigkeiten über den Grenzverlauf zwischen den Herrscherhäusern Schaumburg-Lippe und Hessen-Kassel; 1733 wurden nach der Einigung Grenzsteine gesetzt. Nachdem 1805 Napoleons Truppen Hessen besetzt hatten, kam die Stadt Obernkirchen als Teil des Kantons Obernkirchen bis 1813 zum Königreich Westphalen. Zu diesem Zeitpunkt besaß der Kanton Obernkirchen etwas weniger als 3600 Einwohner.

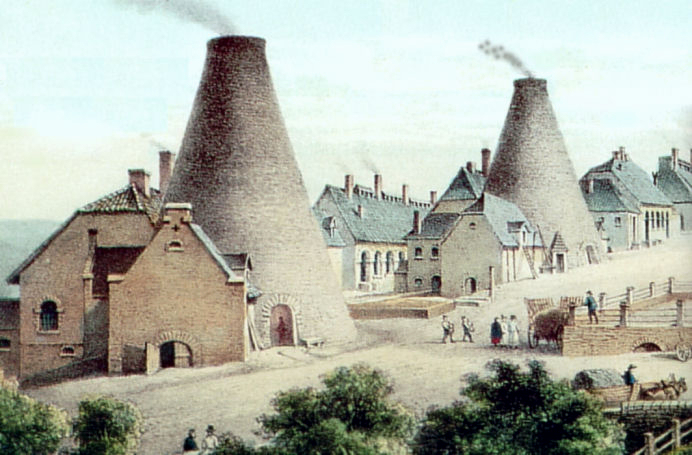
Glashütte Schauenstein mit Glashüttentürmen um 1860

Leben und wirtschaftliche Entwicklung der Stadt wurden zunehmend durch den Abbau des Sandsteins, die Steinkohlegewinnung und die Glasproduktion geprägt.
Bereits seit dem 12. Jahrhundert wurde in den Bückebergen der Sandstein abgebaut. Bis zur Verleihung der Fleckenrechte war es ausgeschlossen, dass die in den Steinbrüchen Tätigen sich zu einer Zunft zusammenschlossen. Die erste erhaltene Urkunde der Obernkirchener Steinhauerzunft datiert daher erst aus dem Jahr 1597. Der Steinkohlebergbau hat in Obernkirchen Ende des 14. Jahrhunderts begonnen, allerdings ist der Abbau erst durch eine Urkunde von 1498 belegt.
In Obernkirchen wurde die 1799 die älteste Glashütte der Region gegründet, die nach einer Unterbrechung 1827 unter dem Namen „Schauenstein“ die Produktion wieder aufnahm. 1823 wurde der Fabrikant Caspar Hermann Heye Teilhaber, 1842 übernahm er sie ganz. 1840 wurde von der Familie Stoevesandt als Konkurrenzunternehmen die „Neue Hütte“ unweit davon gegründet. Am 1. August 1900 ging von den Arbeitern der Glasfabrik Heye ein Streik der Glasmacher aus, der sich über das ganz Deutsche Reich verbreitete und Unterstützung auch in England fand. Nach gut einem Jahr brach dieser Streik erfolglos wieder zusammen; viele Arbeiter hatten im Ergebnis ihren Arbeitsplatz verloren.
Der schon seit dem Mittelalter betriebene Bergbau wurde im 19. Jahrhundert erweitert. Am Liethstollen wurde unter anderem eine Brikettfabrik errichtet. Bis zum Ende des Steinkohlenbergbaus in Schaumburg (1960) befand sich die Verwaltung in Obernkirchen (Bergamt). Die Anfänge des späteren Gesamtbergamtes (1806) gehen bis ins Jahr 1552 zurück. Im Jahr 1873 wurde in Obernkirchen eine Bergvorschule gegründet.
1863 wurde bei Obernkirchen ein 41 Kilogramm schwerer Eisenmeteorit vom Typ IVA gefunden. Er lag in 4,5 Meter Tiefe in einem Sandsteinbruch.
Am 6. Januar 1899 legte der damalige Bürgermeister Dreyer der Stadtverordnetenversammlung einen Plan vor, nach welchem eine kleine Berufsfeuerwehr, eine so genannte bezahlte Spritzenmannschaft, angeworben werden sollte.

### Eingemeindungen
Am 1. April 1955 wurden die bislang selbständigen Gemeinden Beeke und Rösehöfe eingemeindet. Da die beiden Gemeinden dem Landkreis Schaumburg-Lippe angehörten, kam die Gemeinde Schöttlingen mit den Wohnplätzen Eichhöfe und einigen Häusern des Eichenbruchs im Gebietstausch zum Landkreis Schaumburg-Lippe. Die Gemeinde Schöttlingen war eine Enklave des Landkreises Grafschaft Schaumburg im Landkreis Schaumburg-Lippe und wurde 1974 nach Lindhorst eingemeindet.
Aufgrund der Niedersächsischen Gebietsreform wurden am 1. März 1974 die ebenfalls selbständigen Gemeinden Gelldorf, Krainhagen, Röhrkasten und Vehlen der Stadt Obernkirchen zugeordnet und eingemeindet.

### Einwohnerentwicklung
Die Werte von 1961 und 1970 enthalten die Einwohnerzahlen der damals selbständigen Gemeinden Gelldorf, Krainhagen, Röhrkasten und Vehlen sowie der Stadt Obernkirchen.
| Jahr | Einwohner |
| ---- | --------- |
| 1961 | 10.798    |
| 1970 | 11.718    |
| 1987 | 10.078    |
| 1990 | 10.308    |
| 1995 | 10.549    |
| 2000 | 10.369    |
| 2005 | 09.884    |
| 2010 | 09.290    |
| 2011 | 09.330    |
| 2012 | 09.359    |
| 2013 | 09.295    |

| Jahr | Einwohner |
| ---- | --------- |
| 2014 | 09.343    |
| 2015 | 09.196    |
| 2016 | 09.302    |
| 2017 | 09.336    |
| 2018 | 09.246    |
| 2019 | 09.167    |
| 2020 | 09.240    |
| 2021 | 09.288    |
| 2022 | 09.360    |

## Religion

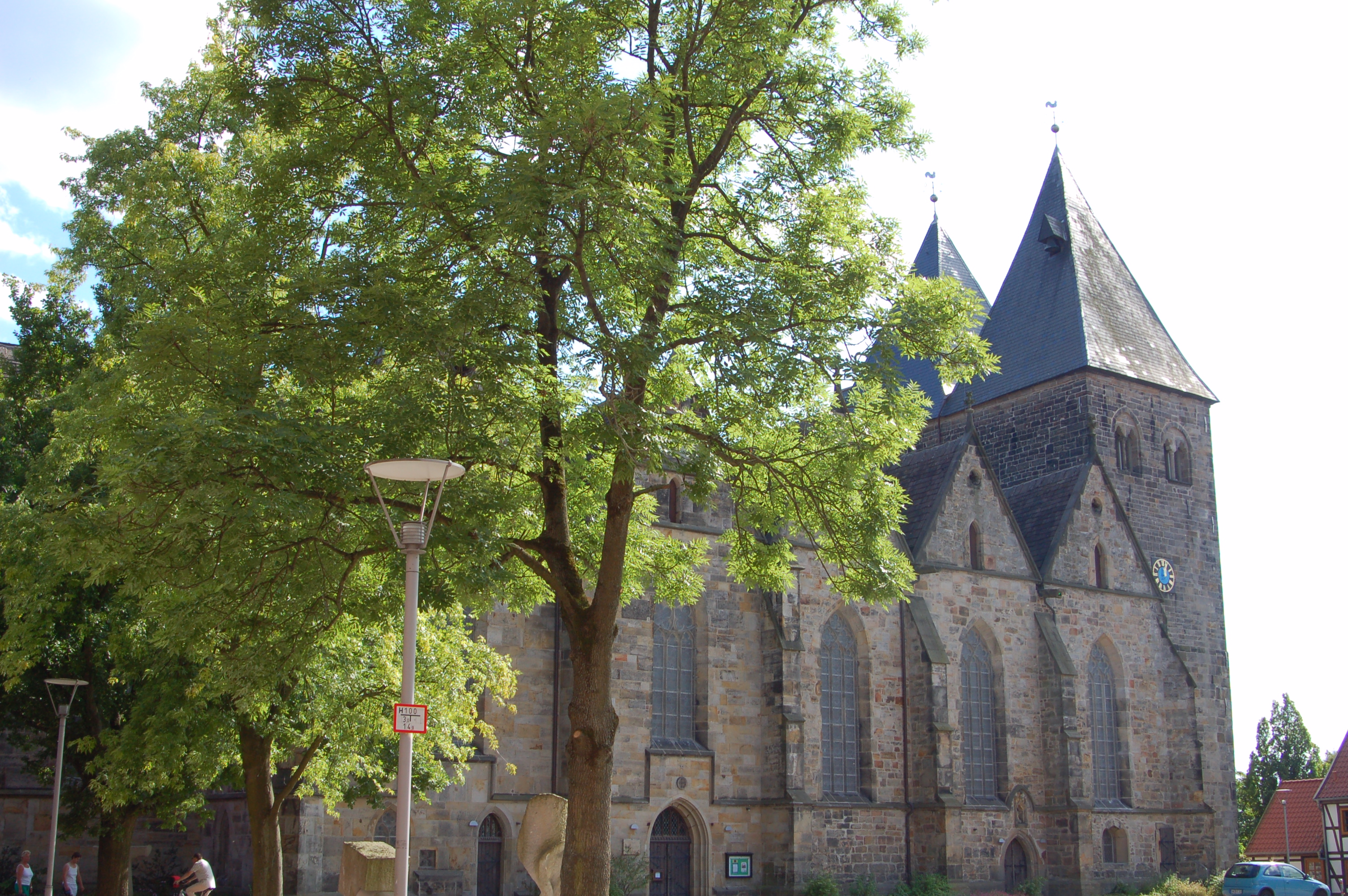
Stiftskirche St. Marien

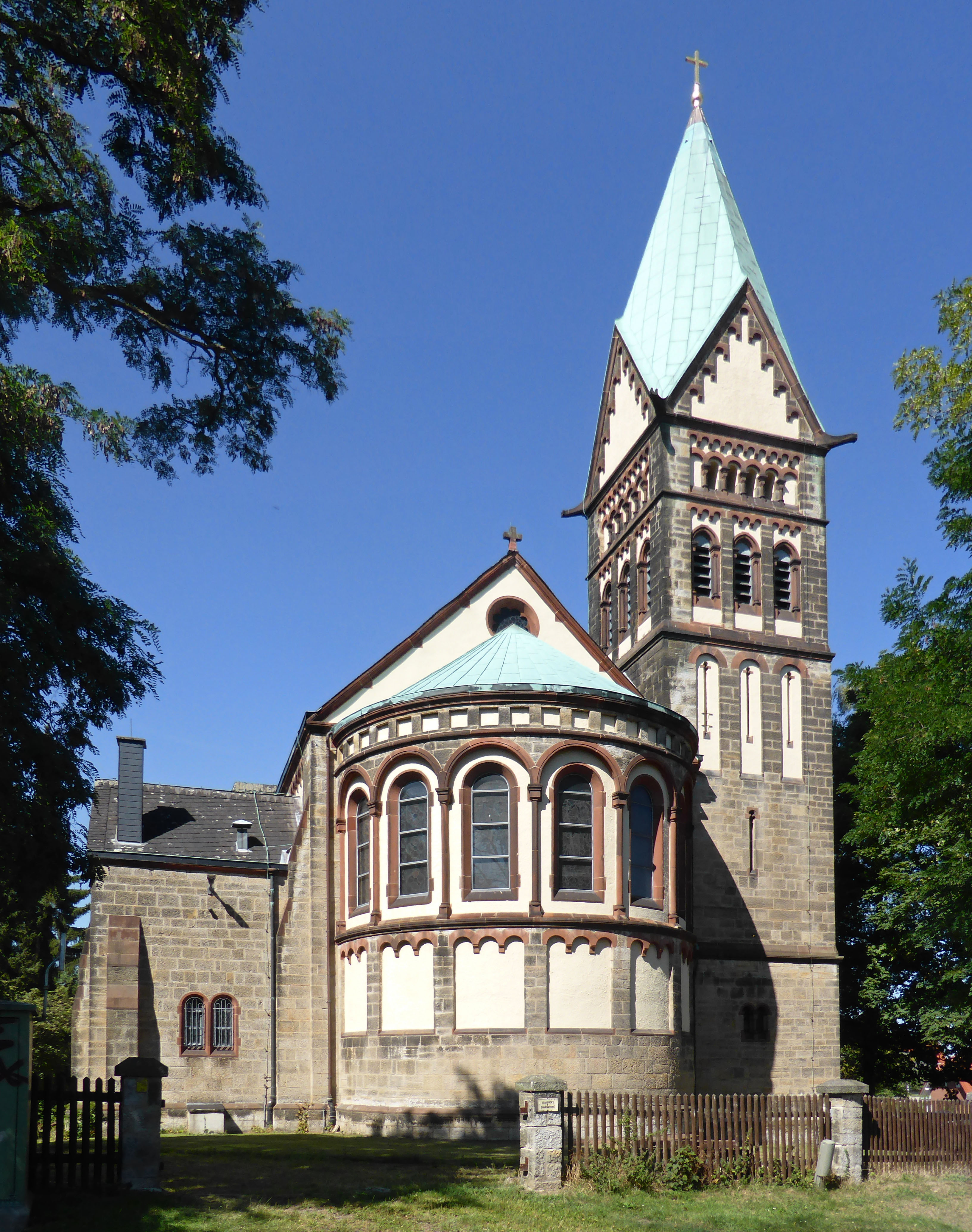
Katholische St.-Josefs-Kirche

Die evangelisch-lutherische Kirchengemeinde (bestehend aus Obernkirchen, Gelldorf, Krainhagen und Röhrkasten) gehört zum Kirchenkreis Grafschaft Schaumburg und somit zur Evangelisch-Lutherischen Landeskirche Hannover. Gottesdienste werden in der 1330 erbauten Stiftskirche St. Marien gehalten.
Die evangelisch-lutherische Kirchengemeinde im Ortsteil Vehlen gehört zur Evangelisch-Lutherischen Landeskirche Schaumburg-Lippe. Gottesdienste werden in der 1904 erbauten Kirche gehalten. Das Kirchspiel umfasst die Orte Vehlen, Achum und Widdensen, ferner Ahnsen-Neumühlen, Tallensen, Echtorf und Müsingen.
Die römisch-katholischen Gläubigen gehören zur Pfarrgemeinde St. Marien in Bückeburg. Gottesdienste werden in der 1908 erbauten Filialkirche St. Josef gehalten. Das Pfarramt befindet sich in Bückeburg und gehört zum Dekanat Weserbergland des Bistums Hildesheim.

## Politik

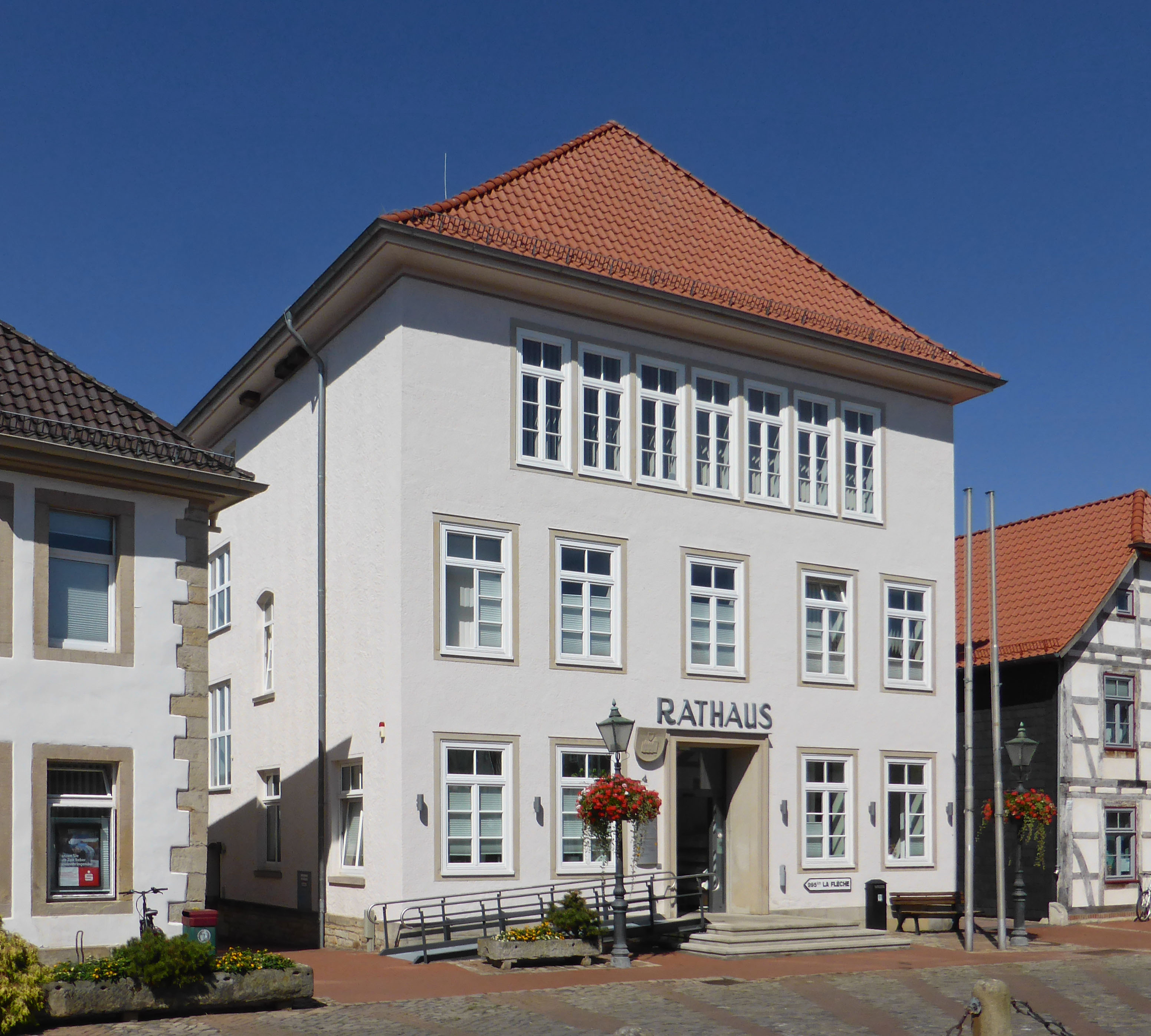
Rathaus

### Stadtrat
Der Stadtrat von Obernkirchen besteht mit Wahl vom 12. September 2021 aus 22 Ratsfrauen und Ratsherren. Dies ist die festgelegte Anzahl für eine Gemeinde mit einer Einwohnerzahl zwischen 8.001 und 9.000 Einwohnern. Die Ratsmitglieder werden durch eine Kommunalwahl für jeweils fünf Jahre gewählt. Neben den 22 in der Stadtratswahl gewählten Mitgliedern ist außerdem der hauptamtliche Bürgermeister im Rat stimmberechtigt. 
Aus den Ergebnissen der letzten Kommunalwahlen ergaben sich folgende Sitzverteilungen:
| Jahr | CDU | SPD | GRÜNE | FDP | WIR | WGO | EWV | Gesamt   |
| ---- | --- | --- | ----- | --- | --- | --- | --- | -------- |
| 2021 | 9   | 8   | 4     | 1   | –   | –   | –   | 22 Sitze |
| 2016 | 7   | 10  | 3     | –   | 1   | –   | 1   | 22 Sitze |
| 2011 | 6   | 12  | 3     | –   | 1   | –   | –   | 22 Sitze |
| 2006 | 9   | 10  | 2     | –   | 1   | 1   | –   | 23 Sitze |

### Bürgermeister
- 1903–1931 Richard Herzog
- 1931–1933 Friedrich Henkelmann
- 1933–1939 Richard Herzog
- 1939–1944 Wilhelm Ehlert
- 1945–0000 Heinrich Behme (SPD)
- 1945–1946 Fritz Scheuermann (SPD)
- 1946–1948 Wilhelm Hormann (SPD)
- 1948–1974 Ludwig Gundlach (SPD)
- 1974–1984 Walter Warnecke (SPD)
- 1984–2001 Adolf Bartels (SPD)
- 2001–2007 Horst Sassenberg (CDU)
- 2007–2021 Oliver Schäfer (SPD)
- seit 2021 Dörte Worm-Kressin (parteilos)[15]

### Städtepartnerschaften
- La Flèche in Frankreich, seit 1968[16]
- Rajongemeinde Pasvalys in Litauen, seit 2008[17]

## Kultur und Sehenswürdigkeiten

### Museen
In der ehemaligen Grundschule der Stadt befindet sich das Museum für Bergbau und Stadtgeschichte. Von dort ausgehend führt ein Skulpturenweg mit Exponaten der bisherigen Internationalen Obernkirchener Bildhauersymposien durch die Stadt. Eine Außenstelle des Museums ist die historische Schlosserei Bornemann am Rande der Innenstadt Obernkirchens.
Ein vier Kilometer langer Lehrpfad informiert über Dinosaurierfährten von Obernkirchen.
Das Stadtarchiv befindet sich als Depositum im Staatsarchiv Bückeburg.

### Musik
In der Stadt wurde 1949 der Obernkirchener Kinderchor, heute Schaumburger Märchensänger, gegründet, der das Lied Mein Vater war ein Wandersmann auf seinen Tourneen überregional bekanntmachte.
Weit über die Grenzen Obernkirchens hinaus bekannt ist das Blasorchester Krainhagen.

### Bauwerke
Auf dem Bückeberg steht das Jahn-Denkmal, das dem „Turnvater“ Friedrich Ludwig Jahn gewidmet ist. Der Gedenkstein trägt unter anderem den Schriftzug „Jahn“, das Turnerkreuz in der Ausführung der ehemaligen Deutschen Turnerschaft (DT) und eine ovale Reliefplakette mit dem Bildnis von Jahn.

### Sport
Das beheizte Sonnenbrinkbad wird von der Obernkirchener Stadtentwicklungs- und Beteiligungsgesellschaft mbH, einer 100%igen Tochter der Stadt Obernkirchen betrieben. Der Golfclub Schaumburg e. V. Obernkirchen unterhält einen Golfplatz mit 18 Löchern. Der Landkreis Schaumburg unterhält eine Kreissporthalle und ein Kreissportstadion. Die Stadt Obernkirchen unterhält ebenfalls eine Sporthalle und einen Sportplatz. Ein weiterer Sportplatz, das Johann-Heinrich-Bornemann-Stadion (früher: Ochsenbruchstadion) wird vom SV Obernkirchen von 1920 e. V. betrieben. Der TC Obernkirchen e. V. hat eine Tennisanlage mit 4 Plätzen in der Stadt. Die Obernkirchen Raptors e. V. betreiben eine Halle für Kampfsport und Fitnessangebote.

### Regelmäßige Veranstaltungen
- Seit 1988 findet alle drei Jahre in Obernkirchen das Internationale Bildhauersymposium statt. 2021 findet die 12. Ausgabe statt.[21]
- Im Abstand von zwei Jahren (Jahre mit ungerader Endzahl) findet das städtische Bürgerschützenfest statt.
- Ab 2014 wird es im Abstand von zwei Jahren (Jahre mit gerader Endzahl) ein Stadtfest am dritten Juniwochenende das Barbarossafest geben. Es ersetzt den bisherigen Jahrmarkt im Herbst den Barbarossamarkt.
- Auf dem Freigelände des Jugend-, Bildungs- und Freizeit-Centrums (jbf-Centrum) auf dem Bückeberg findet jährlich das Jahn-Bergturnfest statt, das 2010 sein 75. Jubiläum beging. Die breitensportliche Veranstaltung zieht hunderte von Teilnehmern aus vielen Vereinen des Schaumburger Landes an. Ab 1935 ersetzte sie den vormaligen Wettbewerb Lauf um die Bückeberge.[22]

### Sonstiges
- Liste der Stolpersteine in Obernkirchen

Am Rösehof befindet sich eine Skulptur des Böxenwolfs, einer lokalen Sagengestalt. Dabei handelt es sich um einen Mann, der, in ein Wolfsfell gehüllt, nachts Passanten aufgelauert haben soll, um sich eine Weile von ihnen tragen zu lassen und dann wieder im Dunkel der Nacht zu verschwinden; er soll schließlich von einem Meisterschmied und seinen Gesellen eine Tracht Prügel bekommen haben.

## Wirtschaft und Infrastruktur

### Unternehmen
Einer von acht deutschen Produktionsstandorten des Behälterglasproduzenten Ardagh Glass Germany GmbH sowie der Hauptsitz des ebenfalls zur Ardagh Gruppe gehörenden Anlagenbauers Heye International befinden sich in Obernkirchen. Der Pumpenhersteller ITT Bornemann GmbH hat seinen Sitz in Obernkirchen. Das vormalige Familienunternehmen wurde 1853 in Obernkirchen gegründet. Die Firma gehört seit 2013 zur Gruppe ITT Corporation mit Sitz in White Plains, NY. Obernkirchener Sandstein wird als Baustoff auch bei Restaurierungen von historischen Gebäuden, z. B. des Kölner Doms, benutzt. Die Betriebskrankenkasse BKK24 hat in Obernkirchen ihren zentralen Sitz in Deutschland. Die Dachdeckerei und Zimmerei Heinrich Henke GmbH. Das ehemalige Familienunternehmen wurde 1889 in Obernkirchen gegründet. Seit 2006 befindet sich der Unternehmenssitz im Ortsteil Gelldorf. Die AS:Lifestyle GmbH entwickelt und fertigt als Manufaktur unter der Marke Caddycool Golftrolleys.

### Öffentliche Einrichtungen
Obernkirchen ist Standort des Klinikums Schaumburg, das zentral im Kreisgebiet bei der Obernkirchener Ortschaft Vehlen angesiedelt ist. Polizeilich ist das Polizeikommissariat Bückeburg zuständig. In der Stadt ist eine tagsüber besetzte Polizeistation mit Außenstellen in den Samtgemeinden Eilsen und Nienstädt vorhanden. Den Brandschutz und die allgemeine Hilfe stellen die fünf örtlichen Freiwilligen Feuerwehren sicher.

### Bildung
Die Stadt unterhält vier Kindertagesstätten und eine Grundschule. Weitere KITAs werden von den ev.-luth. Gemeinden St. Marien (Obernkirchen) und Vehlen sowie der AWO unterhalten, die weiter einen Waldkindergarten betreibt. Daneben gibt es Betreuungen für Kinder unter drei Jahren, geführt durch einen Verein, die beiden ev. Kirchengemeinden, die Stadt und Tagesmütter. Weiterhin bestehen zwei private Einrichtungen der Großtagespflege für Kinder. Diese werden durch die Stadt bzw. in Kooperation mit der Stadt Obernkirchen und der BKK 24 unterstützt. Die Haupt- und Realschule im Schulzentrum Am Ochsenbruch ist mit dem letzten Jahrgang 2014 ausgelaufen. Als Fortentwicklung des Schulzentrums wurde im Jahr 2009 eine IGS (Integrierte Gesamtschule) geschaffen. Weiterführende Schulen sind in Bückeburg und Stadthagen vorhanden.
Von 1901 bis 1971 war die „Wirtschaftliche Frauenschule“ im Verbund der Reifensteiner Schulen, ab 1936 „Landfrauenschule“ genannt, in einem Flügel des evangelisch-adeligen Damenstiftes Obernkirchen untergebracht. Die regierende Fürstin Marie Anna zu Schaumburg–Lippe übernahm das Protektorat der Schule. In den etwa 70 Jahren ihres Bestehens erhielten insgesamt rund 8000 junge Frauen in der Obernkirchener Internatsschule eine qualifizierte, wissenschaftlich fundierte Berufsausbildung in ländlicher Hauswirtschaft. Die Schule war auch Lehrbetrieb für Gartenbau und Geflügelzucht, in ihrer modernen Molkerei wurde zeitweise die gesamte Milch für die Stadt Obernkirchen verarbeitet. Käthe Delius (1893–1977) wurde in der Frauenschule Obernkirchen ab April 1912 zur Lehrerin der landwirtschaftlichen Haushaltungskunde ausgebildet. 1915 wurde die Schule zeitweilig Lazarett. Mitte 1942 wurde die langjährige Direktorin Agnes Freiin von Dincklage von Nationalsozialisten ihres Amtes enthoben. In den Jahren 1944/45 wurden Gebäudeteile der Landfrauenschule für ein Lager der Hitlerjugend, ein Krankenhaus, ein Entbindungsheim und zeitweise die Unterbringung von Flüchtlingen beschlagnahmt. Nach dem Ende des Zweiten Weltkriegs, ab Oktober 1945, konnte der Unterricht mit zunächst etwa 80 Schülerinnen wieder beginnen. 1972 zwangen wirtschaftliche Erwägungen zur Schließung der Wirtschaftlichen Frauenschule Obernkirchen.

### Verkehr

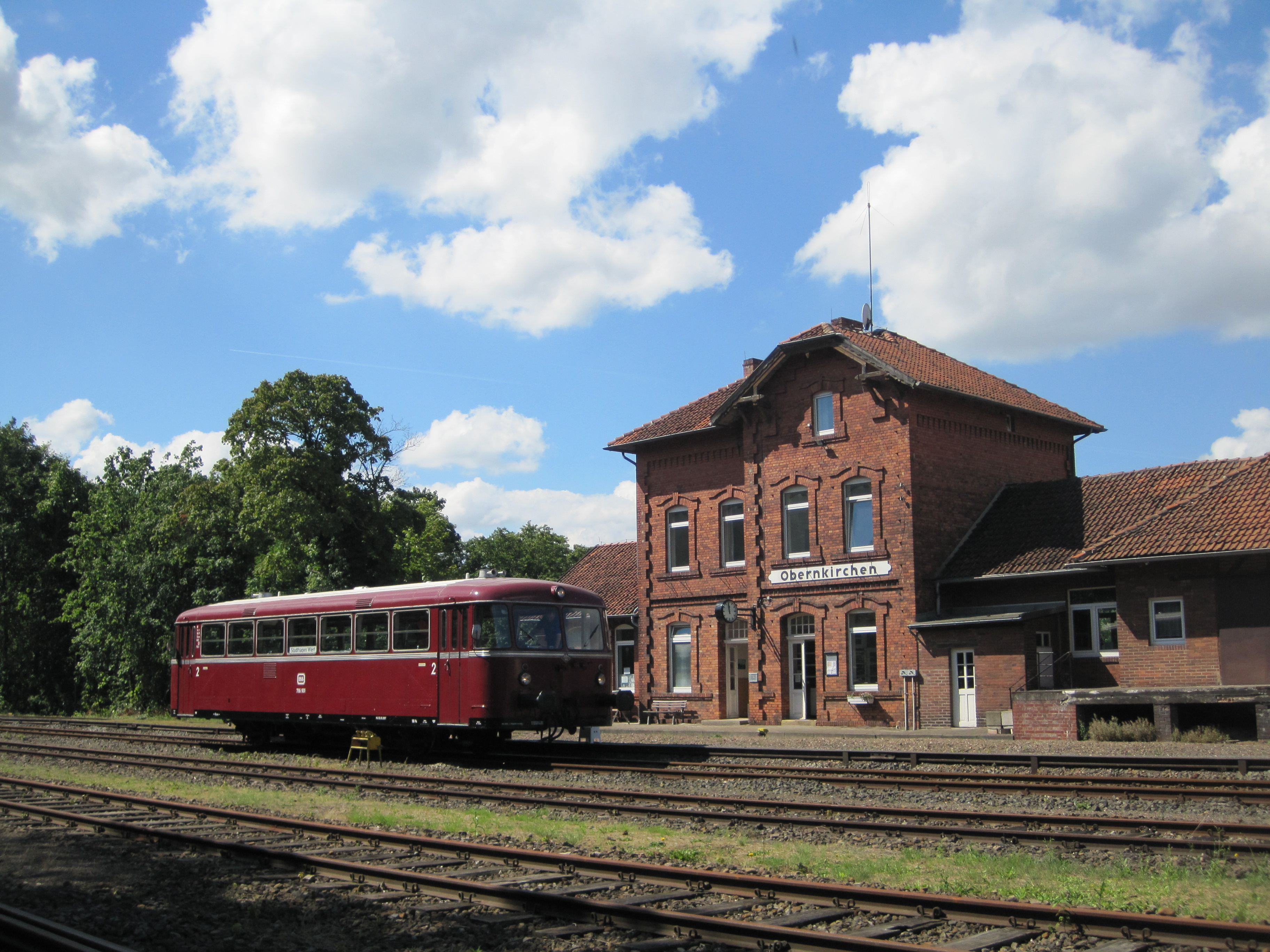
Bahnhof Obernkirchen

Durch das Stadtgebiet verläuft westlich der Kernstadt die B 65 von Hannover nach Minden durch die Ortsteile Gelldorf und Vehlen. Die nächstgelegene Anschlussstelle zur BAB 2 befindet sich im benachbarten Bad Eilsen.
Der ÖPNV wird durch die Schaumburger Verkehrs-Gesellschaft mit mehreren Linien betrieben.
Der Bahnhof Obernkirchen liegt an der Bahnstrecke Rinteln–Stadthagen. Die Nebenstrecke wurde ab 1900 betrieben und dient heute als Museumsbahn der Dampfeisenbahn Weserbergland und vereinzelt dem Gütertransport. Die nächsten Stationen im regelmäßigen SPNV gibt es in Kirchhorsten, Stadthagen und Bückeburg an der Strecke Minden–Hannover.

## Persönlichkeiten

### Söhne und Töchter der Stadt
- Karl Abel (1897–1971), Schuhmacher, KPD-Funktionär, 1946–1947 Minister für Volksgesundheit und Staatswohlfahrt in Niedersachsen
- Ursula Bornemann (1921–2014), Unternehmerin, frühere Ehrenbürgerin[26]
- Theodor Brockmann (1826–1905), Kaufmann und Mitglied des Provinziallandtages der Provinz Hessen-Nassau
- Louis Dohme (1837–1910), Vetter von August Oetker, Mitbegründer der Sharp and Dohme pharmaceutical company; später in 1953 Zusammenschluss mit Merck and Company zu Merck Sharp and Dohme (MSD) Merck & Co., eine der größten pharmazeutischen Firmen der Welt.[27]
- Roderich Egeler (* 1950), 2008–2015 Präsident des Statistischen Bundesamtes und Bundeswahlleiter
- Richard Herzog (1867–1950), Bürgermeister von 1900 bis 1931 und von 1933 bis 1939 sowie antisemitischer Reichstagsabgeordneter
- Frank Kirchhoff (* 1961), Direktor des Instituts für Molekulare Virologie am Universitätsklinikum Ulm
- Heinrich Krug (1862–1950), Unternehmer und Politiker
- Rolf Krumsiek (1934–2009), SPD-Politiker und ehem. Justizminister in Nordrhein-Westfalen
- August Oetker (1862–1918), Unternehmer und Gründer der Oetker-Gruppe
- Reinhard Scheer (1863–1928), Admiral und Chef der deutschen Hochseeflotte
- Anna-Lena Schnabel (* 1989), Jazzmusikerin
- Karl Schütte (1891–1977), Klarinettist
- Luna Thiel geb. Bulmahn (* 1999), Leichtathletin[28]
- Peter Trabner (* 1969), Schauspieler
- Rudolf Westphal (1826–1892), Klassischer Philologe und Hochschullehrer
- Ulli Zelle (* 1951), Fernsehmoderator und Sänger

### Persönlichkeiten, die mit der Stadt verbunden sind
- Agnes von Dincklage (1882–1962), Leiterin der Landfrauenschule Obernkirchen des Reifensteiner Verbandes 1918–1949, hierfür durch Ausweisung eines Frauenortes geehrt
- Rolf-Bernd de Groot (1948–2013), Stadthistoriker und langjähriger Leiter des Berg- und Stadtmuseums